# Ізвору-Рече (Долж)
Ізвору-Рече, Ізворул-Рече (рум. Izvoru Rece) — село у повіті Долж в Румунії. Адміністративно підпорядковане місту Крайова.
Село розташоване на відстані 186 км на захід від Бухареста, 5 км на північний захід від Крайови.

## Населення
За даними перепису населення 2002 року у селі проживали 707 осіб. Рідною мовою 705 осіб (99,7%) назвали румунську.
Національний склад населення села:
| Національність | Кількість осіб | Відсоток |
| -------------- | -------------- | -------- |
| румуни         | 648            | 91,7%    |
| італійці       | 59             | 8,3%     |